# Ninhue
Ninhue est une commune du Chili faisant partie de la Province d'Itata, à la Région de Ñuble.

## Géographie
Le territoire de la commune de Ninhue est situé dans la Cordillère de la Côte et est constitué de terrains vallonnés avec des collines s'élevant jusqu'à une altitude 800 mètres. Ninhue est située à 365 kilomètres à vol d'oiseau au sud-sud-ouest de la capitale Santiago et à 35 kilomètres au nord-ouest de Chillán capitale de la Province de Ñuble.
La superficie de la commune est de 401 km2 (densité de 13 hab./km²),.

## Population et société
En 2012, la population de la commune s'élevait à 5 268 habitants.

## Culture et patrimoine
Sur le territoire de la commune se trouve l'hacienda San Agustín de Puñual où vécut Arturo Prat, devenu un des héros chiliens après sa mort dans un combat naval de la Guerre du Pacifique. L'hacienda est devenue un monument national et héberge un musée.

Position de Ninhue au sein de la Région du Biobío.